# Sophie Milman
Sophie Milman (* 1983, Ufa, SSSR) je jazzová zpěvačka žijící v Kanadě. Pochází z někdejšího Sovětského svazu, odkud počátkem 90. let odešla s rodinou v rámci velké židovské emigrační vlny do Izraele, kde prožila většinu svého dětství v Haifě. V říjnu 2004 debutovala v Kanadě s albem Sophie Milman, které mělo o dva roky později premiéru ve Spojených státech.
Studuje obchod na univerzitě v Torontu a v roce 2008 získala cenu Juno Award za jazzové album roku za své album Make Someone Happy.
Je provdaná za právníka, pedagoga a hudebníka Caseyho Chicicka, který byl zároveň výkonným producentem jejích alb Make Someone Happy (2007) a Take Love Easy (2009).

## Diskografie
- 2004: Sophie Milman
- 2007: Live at the Winter Garden Theatre
- 2007: Make Someone Happy
- 2008: Live In Montreal
- 2009: Take Love Easy
- 2011: In the Moonlight